# Полският март 1968
Март 1968 (на полски: Marzec 1968, wydarzenia marcowe,wypadki marcowe) е политическа криза, свързана с масови протести на студенти и интелектуалци срещу управлението на Полската народна република.

## Исторически контекст
Либералните реформи, осъществени от Владислав Гомулка през 1956 г., пораждат надежди за промяна в политическото статукво. Освободени са политически затворници, подобряват се отношенията с Католическата църква, ограничават се действията на цензурата и на службите за сигурност. През следващото десетилетие обаче придобитите граждански свободи постепенно биват ограничавани, закриват се важни периодични издания, а в пресата се провежда целенасочена кампания срещу представителите на интелигенцията.
Шестдневната война в Близкия изток се превръща във фактор, който предопределя нарасналата политическа активност на полското общество и задълбочаващите се конфликти в него. На 19 юни 1967 г. Владислав Гомулка произнася реч, в която за първи път се появява изразът „ционистката пета колона“ като название за действията на полски граждани от еврейски произход, които подкрепят политиката на Израел спрямо арабските държави. Събитията от Пражката пролет също оказват силно влияние за засилване на общественото недоволство и активизиране на гражданската съпротива в Полша. Йежи Ейслер обаче отбелязва, че въпреки редицата формални сходства между младежките движения в Чехословакия и Полша, от една страна, и в Съединените щати и Западна Европа, от друга, двете явления не са в пряка връзка

## „Задушница“ на Адам Мицкевич и студентските демонстрации
През ноември 1967 г. във връзка с петдесетата годишнина от Октомврийската революция режисьорът Кажимеж Деймек поставя на варшавска сцена пиесата „Задушница“ от Адам Мицкевич. Интересът към спектакъла е голям, тъй като се носят слухове, че той ще бъде забранен от властите. На 30 януари 1968 г. по заповед на властите пиесата е свалена от афиша. Същата вечер група студенти поднасят цветя пред паметника на Мицкевич. Полицията разгонва с палки събралите се студенти, 35 души са арестувани, а 10 са осъдени да заплатят високи глоби. На 31 януари Адам Михник и Хенрик Шлайфер, студенти във Варшавския университет, споделят впечатленията си от събитията с кореспондент на „Льо Монд“.
През първата половина на февруари студентски, културни и научни организации подготвят петиции до Сейма, а над 3000 души във Варшава се включват в кампанията за събиране на средства в помощ на глобените участници в демонстрацията. На 29 февруари Съюзът на полските писатели подготвя официална резолюция, в която осъжда решението за сваляне на „Задушница“ и арбитралната културна политика на държавата. На 4 март по силата на решение на министъра на образованието са отнети студентските права на Михник и Шлайфер 

## Студентски протести от март 1968
На 8 март протестното шествие на студентите от Варшавския университет се събира в двора на учебното заведение. Демонстрантите са атакувани от милицията. На следващия ден се провежда протест в Аулата на Варшавската политехника, към който се присъединяват и граждани на столицата. Апогеят на протестните действия настъпва на 11 март, когато в тях се включват и млади работници. От 21 до 23 март трае окупацонната стачка във Варшавския университет и Варшавската политехника. В протестите се включват и други академични центрове (Гданск, Краков, Катовице, Лодз, Люблин, Познан, Шчечин). Стига се до нови сблъсъци с милицията.
На 28 март са взети мерки срещу студентите от Варшавския университет. Членовете на Студентския комитет са арестувани, закриват се Факултетът по икономика, Философският факултет, специалност  „Психология“ в Педагогическия факултет. 1616 души остават без студентски права и мнозина са принудени да отбият военна служба

## Антисемитска кампания
Министърът на вътрешните работи, Мечислав Мочар, използва мартенските събития като претекст за мащабна чистка в държавната администрация. Многократно се подчертава еврейският произход на водачите на студентските протести, популяризират се теориите за ционистка конспирация. Хиляди служители на държавни институции губят работата си и са принудени да емигрират, като за целта държавата издава специални разрешителни. В периода 1968 – 1971 г. Полша напускат 13 хиляди души

## Значение и последствия от мартенските събития
Протестите от март 1968 г. дават повод на властта да отмени гражданските свободи, утвърдени през 1956 г. Полша губи редица интелектуалци от еврейски произход, а водачите на студентското движение, известни като „командоси“, биват осъдени на затвор. Проведена е мащабна кампания с цел общественото мнение да се насочи срещу представителите на научните и културните среди.
За студентите, които участват в събитията, март 1968 се превръща в знакова дата. У тях се засилва съзнанието за принадлежност към определено поколение и инициативата за активни политически действия. Редица представители на тази генерация участват в демократичната опозиция през 70-те години, а от 1980 г. стават активисти на Независимия профсъюз „Солидарност“